# Aora gracilis
Aora gracilis is een euryhalien vlokreeftje uit de familie Aoridae. De wetenschappelijke naam van de soort is voor het eerst geldig gepubliceerd in 1857 door Bate.